# Halterofilismo nos Jogos Olímpicos de Verão de 2004 - Até 48 kg feminino
A competição da categoria até 48 kg feminino do halterofilismo nos Jogos Olímpicos de Verão de 2004 realizou-se no dia 14 de agosto em Atenas. Um total de 15 atletas participaram da competição.

## Medalhistas
| Ouro   | TUR Nurcan Taylan     |
| Prata  | CHN Li Zhuo           |
| Bronze | THA Aree Wiratthaworn |

## Resultados
| Pos. | Nome                    | Arranco (kg) | Arremesso (kg) | Total (kg)   |
| ---- | ----------------------- | ------------ | -------------- | ------------ |
| 1    | TUR Nurcan Taylan       | 97,5 (RO)    | 112,5          | 210,0        |
| 2    | CHN Li Zhuo             | 92,5         | 112,5          | 205,0        |
| 3    | THA Aree Wiratthaworn   | 85,0         | 115,0          | 200,0        |
| 4    | IND Kunjarani Devi      | 82,5         | 107,5          | 190,0        |
| 5    | BUL Izabela Dragneva    | 82,5         | 105,0          | 187,5        |
| 6    | TPE Chen Han Tung       | 80,0         | 102,5          | 182,5        |
| 7    | NGR Blessed Udoh        | 75,0         | 105,0          | 180,0        |
| 8    | PRK Choe Un Sim         | 82,5         | 95,0           | 177,5        |
| 9    | JPN Hiromi Miyake       | 77,5         | 97,5           | 175,0        |
| 10   | USA Tara Cunningham     | 77,5         | 95,0           | 172,5        |
| 11   | TPE Chen Wei Ling       | 75,0         | 95,0           | 170,0        |
| 12   | ESP Gema Peris          | 77,5         | 90,0           | 167,5        |
| 13   | EGY Enga Mohamed        | 75,0         | 90,0           | 165,0        |
| —    | INA Rosmainar Rosmainar | —            | —              | DNF          |
| —    | MYA Aye Khine Nan       | DSQ (doping) | DSQ (doping)   | DSQ (doping) |